# Natació amb aletes
Natació amb aletes és un esport poc conegut la seva característica fonamental és la utilització d'unes aletes o bé la "Monoaleta", i fa servir un tub o "snorkel", a més poden fer servir ampolles d'escafandre autònom. És un esport que es pot dur a terme en piscines i en aigües obertes (mar obert, llacs i rius). Dins del calendari de proves d'aquesta disciplina esportiva es poden diferenciar:
- Proves de superfície amb les següents distàncies:
  - 50 metres superfície.
  - 100 metres superfície.
  - 200 metres superfície.
  - 400 metres superfície.
  - 800 metres superfície.
  - 1500 metres superfície.
- Proves d'Immersió en apnea:
  - 50 metres apnea.
- Proves d'Immersió en escafandre:
  - 100 metres escafandre.
  - 400 metres escafandre.
  - 800 metres escafandre.

Aquestes proves són per homes i dones.